# Jophi Ries
Jophi Ries (né le 13 décembre 1959 à Hambourg) est un acteur et réalisateur allemand.

## Biographie
Après l'abitur, Ries travaille lors de la tournée d'Udo Lindenberg comme assistant réalisateur.
De 1982 à 1986, il étudie la comédie au Herbert Berghof Studio de New York, auprès notamment d'Uta Hagen, Herbert Berghof, William Hickey ou Mike Nichols.
Sa première apparition majeure est en 1988 dans la série télévisée Tatort et le film Beim nächsten Mann wird alles anders. De 1992 à 1994, il est un acteur secondaire de la série Der Fahnder. De 1995 à 1999, il est présent dans la série Der Kapitän et de 2000 à 2004 dans Die Pfefferkörner.
De 2003 à 2011, il est le commissaire principal Frank Hansen de SOKO Köln.
Par ailleurs, Jophi Ries réalisé des courts-métrages. Immer est sélectionné pour le Deutsche Kurzfilmpreis et est présent dans une quarantaine de festivals. Cependant il tourne d'abord deux téléfilms.
Jophi Ries est membre de la Deutsche Filmakademie.
Jophi Ries est le compagnon de l'actrice suisse Regula Grauwiller, ils ont ensemble trois enfants.

## Filmographie

### Acteur

#### Cinéma
- 1987 : Peng! Du bist tot! : Policeman
- 1989 : Beim nächsten Mann wird alles anders : Joschi
- 1991 : Go Trabi Go
- 1991 : Manta - Der Film : Phil
- 1992 : Herr Ober! : 1. Partygast
- 1992 : Wir Enkelkinder : Maoist Bernd
- 1993 : Making Up! : Barkeeper
- 1993 : Stalingrad : Schröder
- 1994 : Les Croisés de l'espace : Soldier in Love / Saracen
- 1995 : Der Leihmann : Teddy Reier
- 1995 : Der Mann, der Angst vor Frauen hatte : Georg
- 1997 : Still Movin' : Kurdirektor Wölden
- 1999 : Jimmy the Kid : Beckmann
- 2001 : Chère Martha : Unsatisfied customer

#### Courts-métrages
- 1992 : Böse Datteln
- 1994 : Dinner for Two
- 1995 : Ausgestorben
- 1995 : Blutsbrüder
- 1996 : Ausflug in den Schnee

#### Télévision
Séries télévisées
- 1982 : Jakob und Adele
- 1988-2017 : Tatort : Marcel Reimer / Knuth Kramper
- 1989 : La Clinique de la Forêt-Noire : Rudi
- 1989 : Weißblaue Geschichten
- 1989-1997 : Soko, brigade des stups : Philipp Zander / Ricardo Santos
- 1989-2002 : Großstadtrevier : Hannes Beckmann / Bernd Gärtner
- 1990 : Hotel Paradies : Fernando
- 1990 : Praxis Bülowbogen
- 1991 : Löwengrube : Bruno Kampensi
- 1991 : The Adventures of Dr. Bayer : Daniel Baar
- 1992 : Unsere Hagenbecks : Ralf
- 1994-1997 : Der Fahnder : Solo / Solomon
- 1995 : Die Flughafenklinik
- 1995 : Frankie
- 1997-2000 : Der Kapitän : Fritz Kaiser
- 1998 : Am liebsten Marlene
- 1998 : Die Straßen von Berlin : Wolf Döhring
- 1998 : Le Clown : Jeff Allan Everson
- 1998-2000 : Mordkommission
- 1999-2002 : Le Dernier Témoin : Jürgen Hagen
- 2001-2004 : Die Pfefferkörner : Jochen
- 2002 : Commissaire Brunetti : Sandro Bonaventura
- 2002 : Im Visier der Zielfahnder : Lukas Hansen
- 2002 : Medicopter : Mertens
- 2002 : S.O.S. Barracuda : Ulf Peters
- 2003 : Der Bulle von Tölz : Cornelius Förnbacher
- 2003 : Nicht ohne meinen Anwalt : Jürgen Engel
- 2003 : Wolff, police criminelle : Gisbert Jahnke
- 2003-2011 : SOKO Köln : Kriminaloberkommissar Frank Hansen / Frank Hansen
- 2011 : Löwenzahn : Janosch Blumkov
- 2012 : Notruf Hafenkante : Enno Rüfken
- 2014 : Der Bergdoktor : Rolf Bichler
- 2014 : Die Bergretter : Gerhardt Hinzinger
- 2015 : Alerte Cobra : Markus Hofer
- 2015 : Der Staatsanwalt : Peter Bonger
- 2015 : Unter Gaunern : Bruno Schulz
- 2017 : Bettys Diagnose : Ansgar Reiniger
- 2018 : WaPo Bodensee : Olaf Henseler

Téléfilms
- 1989 : Der Leibwächter
- 1989 : Jakob oder Liebe hört nicht auf : Albert
- 1990 : Schlösser : Martin
- 1991 : Unter Kollegen : Bernd Keil
- 1993 : Des souris et des chats
- 1997 : Ende einer Leidenschaft : Reporter
- 1997 : Geisterjäger John Sinclair: Die Dämonenhochzeit : Bill Conelly
- 1997 : Joy Fieldings Mörderischer Sommer : Bruno
- 1998 : Frau zu sein bedarf es wenig : Klaus Klett
- 1998 : Mammamia : Christian
- 1999 : Nicht ohne meine Eltern : Christoph Winterhoff
- 1999 : Stan Becker - Echte Freunde : Daniel
- 2001 : Ein Teenager flippt aus
- 2001 : Hand in Hand : Lehrer Münster
- 2002 : Geld macht sexy : Reiner Herz
- 2003 : Novaks Ultimatum : Hofmann
- 2004 : Les dédales de l'amour : Bebe
- 2004 : Qui est cette femme? : Barkeeper
- 2018 : Das Traumschiff – Malediven

### Réalisateur

#### Courts-métrages
- 1995 : Marco Coming Home
- 1997 : Marco at Work
- 2000 : Immer
- 2001 : Santa - Ein Weihnachtsmärchen

#### Télévision
Téléfilms
- 2016 : Un été à Lanzarote
- 2017 : Einen Moment Fürs Leben

### Scénariste

#### Courts-métrages
- 1995 : Marco Coming Home
- 1997 : Marco at Work
- 2000 : Immer
- 2001 : Santa - Ein Weihnachtsmärchen